# (31524) 1999 CE112
1999 CE112 (asteroide 31524) é um asteroide da cintura principal. Possui uma excentricidade de 0.17242220 e uma inclinação de 10.47174º.
Este asteroide foi descoberto no dia 12 de fevereiro de 1999 por LINEAR em Socorro.